# Franciszek Klimek
Franciszek Jan Klimek (ur. 10 października 1934 w Krakowie) – poeta, śpiewak oraz autor około 400 wierszy o kotach i ok. 40 o psach.

## Życiorys
Współpracował z czasopismami "Kocie sprawy" i "Kot". Zdobywca tytułu "Zwierzolub" (2003) oraz "Kociarza Roku" (2006), przyznawanego przez czytelników miesięcznika "Kot" podczas obchodów Światowego Dnia Kota.
Śpiewał w Zespole Pieśni i Tańca "Śląsk", którego kierownikiem artystycznym był Stanisław Hadyna. Następnie przez jedenaście lat związany był z Filharmonią Krakowską.
Jego wiersze były publikowane w takich czasopismach jak: "Świerszczyk", "Karuzela", "Mucha", "Kocie sprawy" i "Kot". Fraszki i humoreski prozą publikował w tygodniku "VETO Tygodnik Każdego Konsumenta". Był wieloletnim członkiem Krakowskiego Oddziału Związku Literatów Polskich.

## Publikacje
- Mruczę więc jestem. Galaktyka, Łódź, 2007, ISBN 83-89896-71-0
- Gdy kot przebiegnie ci drogę. Galaktyka, Łódź, 2007, ISBN 978-83-89896-77-3
- Pieski, kotki, niespodzianki. Bis, Warszawa, 2005, ISBN 83-89685-37-X
- Ja w sprawie kota. JANPOL, Warszawa, 2003
- Nie o to chodzi by człowiek miał kota. Arfa, Kraków, 2005
- Otulę cię ciepłym mruczeniem. Wiersze nie tylko dla kotów. JANPOL, Warszawa, 2003
- Tym razem limeryki. Oktopus, Kraków 2008
- Jak pies z kotem czyli album rodzinny. Kraków, 2011
- Koty są dobre na wszystko. Ars Longa, Kraków, 2014, ISBN 978-83-915671-9-7